# Мстислав (Волонсевич)
Архиепископ Мстислав (в миру Димитрий Иванович Волонсевич; 12 (25) ноября 1906, Вильно — 2 апреля 1978, Киров) — епископ Русской православной церкви, архиепископ Кировский и Слободский.

## Биография
Родился в семье служащего. Детские и юношеские его годы провёл на Волыни. После Первой мировой войны эти земли вошли в состав Польши.
В 1926 году окончил гимназию.
В апреле 1934 года принял монашество в Свято-Успенской Почаевской Лавре и на другой день был рукоположён во иеродиакона.
В феврале 1935 года рукоположён во иеромонаха и назначен на миссионерский приход в Галиче.
В 1936 году окончил богословский факультет Варшавского университета.
В 1937 году сдал экзамен на степень магистра богословия и осенью того же года был назначен настоятелем Георгиевской церкви в городе Львове и помощником благочинного всей Восточной Галиции.
С 1938 года в сане игумена — наместник Яблочинского Онуфриевского монастыря и помощник заведующего псаломщицко-диаконских курсов при том же монастыре.
Получив сан архимандрита, он служил некоторое время на приходе в с. Гировое на Лемковщине (Прикарпатье), затем был возвращён в Яблочинский монастырь.
В первые годы Второй мировой войны переведён в Варшаву, где состоял при Варшавской митрополии, обслуживая православную общину в Жирардове (под Варшавой).
В 1944 году был вывезен в Германию на принудительные работы.
После освобождения в 1946 году вступил в клир Русской православной церкви за границей.
С 1 октября 1952 года служил настоятелем Покровского прихода в Западном Берлине, который располагался в частном доме в районе Вильмерсдорф, по адресу: Кульмбахер штрассе, № 6. Ему не удалось зарекомендовать себя с лучшей стороны, и вскоре он покинул приход.
25 ноября 1953 года принёс покаяние Патриарху Московскому и всея Руси Алексию I и в декабре 1953 года назначен настоятелем Алексеевского храма-памятника в городе Лейпциге, ГДР.
В 1954 году обратился с прошением о переезде в СССР и о зачислении в состав братии Псково-Печерского монастыря.
В июне 1955 года вернулся на Родину и состоял в числе братии Киево-Печерской Лавры.
4 марта 1956 года в Троице-Сергиевой Лавре хиротонисан во епископа Великолуцкого и Торопецкого. Чин хиротонии совершали: Патриарх Алексий I, митрополит Новосибирский Нестор (Анисимов), епископ Сергиопольский Василий (Самаха) (Антиохийский патриархат).
С 8 августа 1957 года — епископ Свердловский и Ирбитский.
С 21 февраля 1958 года — епископ Омский и Тюменский.
С 27 июля 1959 года — епископ Вологодский и Великоустюжский.
Управлял епархией в годы хрущёвской антирелигиозной кампании; при этом не допустил закрытия ни одного из её 17 приходов (лишь в Великом Устюге у общины, «противозаконно» пользовавшейся двумя храмами, кладбищенским и Прокопиевским собором, был изъят собор), что является беспрецедентным случаем.
25 февраля 1965 года возведён в сан архиепископа.
25 мая того же года назначен архиепископом Горьковским и Арзамасским.
14 мая 1966 года уволен на покой по болезни.
7 октября 1967 года назначен архиепископом Кировским и Слободским.
В 1977 году за 10-летнее служение на Кировской кафедре награждён орденом святого князя Владимира 1-й степени.
На Кировской кафедре архиепископ Мстислав пользовался авторитетом строгого, но справедливого и доброго наставника. По характеру вспыльчивый, но отходчивый, владыка любил своих пасомых, и они относились к архипастырю с любовью и уважением.
25 марта 1978 года вернулся из поездки в Москву по служебным делам и почувствовал себя больным.
Скончался 2 апреля 1978 года в 9 часов вечера. Отпевание и погребение почившего совершил 5 апреля архиепископ Горьковский и Арзамасский Николай (Кутепов). Погребён в нижнем храме Серафимовского кафедрального собора.

## Сочинения
- Почему я ушёл от карловчан? // Голос Православия. 1953. — № 8 (12)
- Возвращение на Родину // Журнал Московской Патриархии. 1954. — № 9. — C. 20-25.
- Мои впечатления // Журнал Московской Патриархии. 1956. — № 3. — C. 72-73.
- Речь при наречении во епископа Великолукского // Журнал Московской Патриархии. 1956. — № 4. — C. 5-7.